# Nowe Worowo
Nowe Worowo (niem. Neu-Wuhrow lub Neuwuhrow) – wieś sołecka w Polsce położona w województwie zachodniopomorskim, w powiecie drawskim, w gminie Złocieniec.

## Historia
Wieś pierwotnie związana była z Wielkopolską. istniała co najmniej od drugiej połowy XIV wieku. Odnotowana po raz pierwszym w łacińskim dokumencie z 1321 jako „ambae villae Worowen”, 1401 „Nyenworawe”, 1424 „Worowo”, 1251 ( wg falsyfikatu z końca XV wieku) „NovaWuhro”, 1552 „Nowe Vorowo”, 1553 „Worow”, 1553 „Wocaw”, 1559 „Nowa Worowo”, 1559 „Wurow”, 1564 „Neuenwurow”, w 1944 w okresie III Rzeszy „Neu Wuhrow”.
Miejscowość była początkowo wsią rycerską, następnie należała do zakonu rycerskiego joannitów, a w końcu stała się królewszczyzną własnością królów polskich. W 1517 leżała w ziemi wałeckiej, w powiecie poznańskim, a w 1556 w powiecie wałeckim, starostwem drahimskim Korony Królestwa Polskiego.
Pierwszy historyczny zapis z 1321 mówi o granicy między dwiema wsiami Starym Worowem oraz Nowym Worowem. Przebiegała ona pomiędzy posiadłościami książąt pomorskich Ottona I, Warcisława IV i Barnima III, a ziemiami Białogard i Arnhausen (obecnie Lipie k. Białogardu), posiadłościami biskupa kamieńskiego.
Wieś była miejscowością graniczną leżącą na trójstyku Korona Królestwa Polskiego, księstwa słupskiego oraz Nowej Marchii. W 1401 Bogusław ksiązę pomorski potwierdził Reimerowi von Günsterberg komandorowi joannitów posiadanie wsi Nowe Worowo nabytej od braci von Borne. W 1424 Polska wysunęła roszczenia do wsi w rokowaniach granicznych z zakonem krzyżackim. Opisano wówczas granicę pomiędzy Koroną Królestwa Polskiego, a Nową Marchią, która według ustaleń powinna przebiegać wzdłuż górnego biegu rzeki Drawy od Falkenbergu (obecnie Złocieniec) przez kraniec jeziora Wilczkowo, przez środek jeziora Krosino, a następnie pomiędzy dwoma wsiami Worowo, przez środek „Drawskiego Lasu” (oryg. „Drayniskylas”) do granicy księstwa słupskiego. Jest to pierwsza wzmianka o miejscu, w którym zbiegały się granice Polski, Nowej Marchii oraz księstwa słupskiego nad nieistniejącym obecnie jeziorem zwanym Siemino.
Nowe Worowo odnotowano także później przy opisie granic Królestwa Polskiego. Wieś wspomniano w falsyfikacie z dokumentu datowanego na 1251 sporządzonego w końcu XV wieku, który opisał granicę Wielkopolski z Nową Marchią biegnącą wzdłuż drogi ze wsi Gersdorf (obecnie Gawroniec) do Starego Worowa leżacych w granicach Nowej Marchii, a także wzdłuż granicy dzielącej wieś Chlebowo leżącej w Marchii od wsi Nowe Worowo w Polsce aż do granicy Starego Worowa. W 1559 granica Królestwa Polskiego i księstwa pomorskiego rozpoczynała się od wielkiego kamienia, który dzieli wieś Nowe Worowo w Polsce, Chlebowo w Marchii Brandenburskiej oraz Ciemino w księstwie pomorskim i dalej granica ta biegła pomiędzy wsiami Nowe Worowo i Bolegorzyn, a wsią Ciemino. W 1564 Nowe Worowo graniczyło z wsiami Chlebowo i Bolegorzyn w Marchii Brandenburskiej leżacych na granicy pomiędzy Polską, a Marchią. W 1565 obok nieistniejącego dzisiaj jeziora Siemino, leżącego o 0,5 mili od Nowego Worowa, znalazł się kopiec węgielny dzielący Polskę, Marchię Brandenburską oraz Pomorzem. Granica z Marchią biegła od tego punktu na południowy zachód przez niezidentyfikowane dzisiaj obiekty „Grobelka” oraz „Mogiłka”, a następnie pomiędzy polami wsi Nowe Worowo oraz Chlebowo do stawu i młyna we wsi Stare Worowo w Marchii. Granica z Pomorzem biegła natomiast ze wspomnianego punktu na wschód przez lasy, jeziora i błota do jeziora Tuczno.
1517 Katarzyna wdowa po Marcinie Wałdowskim pozwała braci Bernarda i Tomasza Bomgart dziedziców Nowego Worowa o to, że ją wypędzili z oprawy wdowiej zapisanej jej przez zmarłego męża na części wsi Worowo leżącej w powiecie poznańskim na ziemi wałeckiej w Koronie Królestwa Polskiego. W 1517 Bernard Bomgart dziedzic we wsi pozwany został też przez Małgorzatę wdowę po Janie Golczu z Rzepowa.
Z roku 1553 zachowało się zeznanie burmistrza Michała Katta oraz wójta Henryka Rattmana, mieszkańców Czaplinka mających powyżej 100 lat, którzy na wniosek starosty drahimskiego Wilhelma Natzmera zeznali pod przysięgą przed radą miejską w Czaplinku, że słyszeli od swych rodziców, iż wieś Nowe Worowo zawsze należała do zamku drahimskiego w starostwie drahimskim. Komandor, który rezydował na zamku drahimskim zastawił za pewną kwotę wieś Nowe Worowo dwóm braciom zwanym Bomgwart. Bracia ci toczyli spór o majętności z Janem Golczem ojcem Henryka i zabili go. Jeden z jego zabójców został za ten czyn powieszony, a drugi zbiegł do Niemiec i zaginął. Ewald i Aleksander Golczowie, bracia zmarłego Jana, zawarli ugodę z Tomaszem Bomgwartem z Falkenburga, stryjem wspomnianych braci, na mocy której mieli otrzymać tytułem główszczyzny 300 florenów marchijskich, które były zabezpieczone na wsi Nowe Worowo. Jednak nigdy Golczowie tej wsi nie posiadali. Po śmierci Tomasza Bomgwarta z powodu braku spadkobierców wieś Nowe Worowo powróciła do majętności zamku starostwa drahimskiego.
W 1554 Cecylia Golcz córka Henryka żona Szymona Withlyffa pozwała swoich braci Jana i Sebalda Golczów synów Henryka o swój posag, zapisany na wsiach Rzepowo, Heinrichsdorf (obecnie Siemczyno), Brocz, Klausdorf (obecnie Kłębowiec), Nowe Worowo oraz Plumward (obecnie Piaseczno). W 1556 Golczowie, spadkobiercy Henryka oraz Kuny Konrada Golczów pozywali wdowę po staroście drahimskim Joachimie Natzmerze oraz jej synów o to, że ich przemocą usunęli z ich części we wsiach Plumward, Heinrichsdorf i Nowe Worowo.
W 1556 król polski Zygmunt II August zezwolił synom Sędziwoja, braciom Czarnkowskim: sekretarzowi królewskiemu Stanisławowi Sędziwojowi Czarnkowskiemu oraz kasztelanowi santockiemu Wojciechowi Sędziwojowi Czarnkowskiemu na wykup wsi Nowe Worowo w powicie wałeckim i starostwie drahimskim z rąk Jana syna Kuny oraz Jana i Ewalda Golczów synów Henryka Golcza. W 1558 król, wobec nie wyegzekwowania przez Stanisława Sędziwoja Czarnkowskiego wykupu wsi Nowe Worowo, polecił dokonać tego staroście wałeckiemu Andrzejowi Górce.
W 1559 we własność wsi Plumward, Heinrichsdorf oraz Nowe Worowo wwiązano Golczów. Po ponownym zajęciu ich przez Natzmerów, sąd przyznał je Natzmerom. W 1559 Stanisław Sędziwój Czarnkowski pozwał Wilhelma Natzmera o to, że zajął wieś Nowe Worowo, do której on został wcześniej wwiązany na podstawie dekretu królewskiego. Natzmer wyjaśnił, że ma prawa do posiadania tej wsi, gdyż należała ona do zamku starostwa drahimskiego. Sąd polecił wwiązać Czarnkowskiego w majętności Nowe Worowo. W 1559 nastąpiło nowe wwiązanie Golczów we wsie Plumward, Heinrichsdorf i Nowe Worowo oraz wwiązanie Stanisława Sędziwoja Czarnkowskiego w majętność wsi Nowe Worowo. Mieszkająca we wsi Elżbieta wdowa po Henryku Golczu dopuściła do wwiązania, lecz zastrzegła sobie władzę nad miejscowymi kmieciami.
W 1560 i 1562 Stanisław Sędziwój Czarnkowski dwukrotnie składał zeznania przed komisjami królewskimi urzędującymi w Czaplinku w sprawie nieuznania jego praw do wsi Nowe Worowo w tenucie drahimskiej. W 1562, według wyroku sądu grodzkiego w Wałczu, nastąpiło ponowne wwiązanie Stanisława Sędziwoja Czarnkowskiego we własność wsi oraz w majątek ruchomy Wilhelma Natzmera w zamku w Drahimiu o wartości 300 grzywien. W 1563 król Zygmunt August potwierdził cesję na dożywotnie posiadanie na wsi Nowe Worowo, której dokonał Stanisław Sędziwój Czarnkowski na rzecz swego brata Wojciecha Sędziwoja.
Miejscowość odnotowano również w historycznych rejestrach poborowych z lat 1552-1579. W 1552 Nowe Worowo było dziedziną panów Golczów, z której pobrano podatki od 14 kmieci, sołtysa na 3 łanach oraz karczmarza. W 1563 miał miejsce pobór od 16 łanów. W 1565 we wsi było 15 kmieci na 15 śladach, 8 zagrodników, karczmarza, sołtysa, który miał jeden ślad albo włókę roli. W 1577 miał miejsce pobór od 11 półłanków, a z pozostałych 3 półłanków nic nie zapłacono z powodu spalenia się gospodarstw, 10 zagrodników, karczmy dorocznej, młyna o jednym kole wodnym oraz od sołtysa. W 1579 pobrano podatki od 15 półśladów, od 10 zagrodników, od karczmarza, kowala i młynarza oraz od sołtysa, a także od 4 „podsadek”.
Wieś królewska starostwa drahimskiego, pod koniec XVI wieku leżała w powiecie wałeckim województwa poznańskiego w Rzeczypospolitej Obojga Narodów. W skład sołectwa wchodzi osada Kania Górka. Do dziś zachowała się zabudowa wsi pochodząca z XIX i XX wieku oraz kamienny kościół pochodzący z wieku XIX.
Wskutek I rozbioru Polski w 1792, miejscowość przeszła pod władanie Prus i jak cała Wielkopolska znalazła się w zaborze pruskim.
W latach 1954–1972 wieś należała i była siedzibą władz gromady Nowe Worowo. W latach 1975–1998 miejscowość administracyjnie należała do województwa koszalińskiego.
30 czerwca 2018 mieszkańcy sołectwa (14 osób) w konsultacjach społecznych jednogłośnie opowiedzieli się za zniesieniem gminy Ostrowice. Do 31 grudnia 2018 r. wieś należała do zlikwidowanej gminy Ostrowice. W roku 2007 wieś liczyła 510 mieszkańców.

## Demografia
Według danych z 2011 roku wieś zamieszkiwało 831 osób.
| Rok  | Łącznie | Mężczyźni | Mężczyźni | Kobiety | Kobiety |
| Rok  | Łącznie | Osoby     | %         | Osoby   | %       |
| ---- | ------- | --------- | --------- | ------- | ------- |
| 1998 | 749     | 377       | 50,3%     | 372     | 49,7%   |
| 2002 | 799     | 406       | 49,2%     | 393     | 50,8%   |
| 2009 | 841     | 426       | 50,7%     | 415     | 49,3%   |
| 2011 | 831     | 422       | 50,8%     | 409     | 49,2%   |

| Wiek    | Łącznie | Łącznie | Mężczyźni | Mężczyźni | Kobiety | Kobiety |
| Wiek    | Osoby   | %       | Osoby     | %         | Osoby   | %       |
| ------- | ------- | ------- | --------- | --------- | ------- | ------- |
| Wszyscy | 831     | 100%    | 422       | 50,8%     | 409     | 49,2%   |
| <18     | 206     | 24,8%   | 100       | 23,7%     | 106     | 25,9%   |
| 18–57   | 534     | 64,3%   | 296       | 69,7%     | 240     | 58,7%   |
| >59     | 91      | 11,0%   | 28        | 6,6%      | 63      | 15,4%   |

Wykres ludności Nowego Worowa w zależności od płci
|                   |  | \| Legenda \| \| ----------------- \| \| Mężczyźni Kobiety \| |
| Legenda           |  |                                                               |
| Mężczyźni Kobiety |  |                                                               |

## Instytucje
Na terenie miejscowości Nowe Worowo znajdują się:
- szkoła podstawowa
- świetlica wiejska
- parafia rzymskokatolicka
- przedszkole
- ośrodek zdrowia
- Ochotnicza Straż Pożarna

## Geografia
Wieś leży około 10 km na wschód od wsi Ostrowice, około 1,5 km na północny zachód od Jeziora Nowoworowskiego. Przez wieś przepływa rzeka Miedznik (dopływ Drawy). Znajduje się na Równinie Worowskiej. Na granicy z Chlebowem znajduje się wzniesienie Kibitzberg o wysokości 157 m n.p.m.

## Infrastruktura drogowa
Główne ulice Nowego Worowa to Aleja Wolności oraz ulice: Boczna, Chopina, Kolonia, Kopernika, Młynarska, Ogrodowa, Partyzancka. Większość z nich widnieje już na mapie Messtischblatt z 1924 roku.

## Zabytki

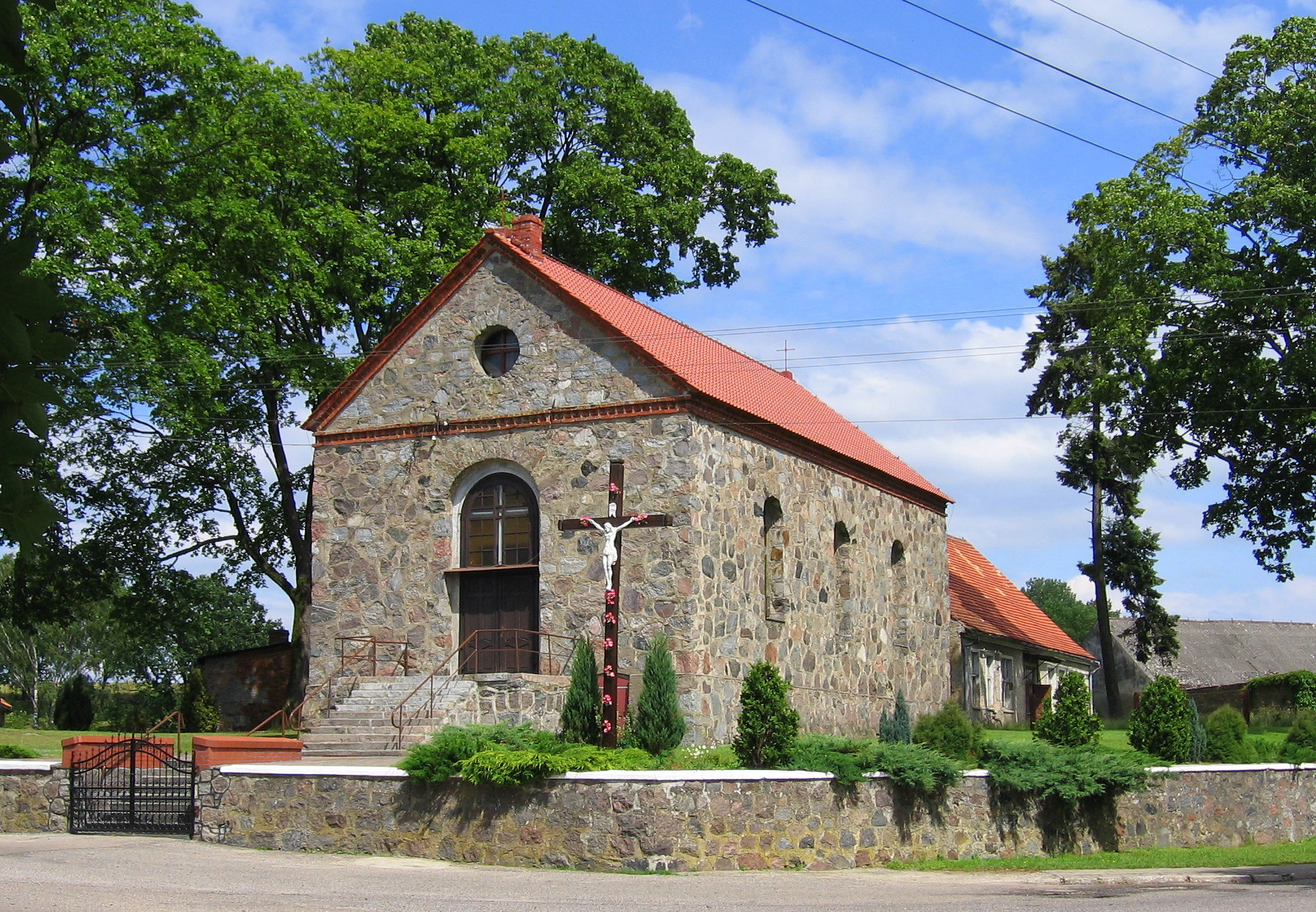
Kościół Wniebowzięcia Najświętszej Maryi Panny w Nowym Worowie

Do wojewódzkiego rejestru zabytków wpisany jest:
- wiatrak holenderski z XIX wieku

inne zabytki:
- kościół filialny pw. Wniebowzięcia Najświętszej Maryi Panny, klasyczny z XIX wieku, rzymskokatolicki należący do parafii pw. Narodzenia św. Jana Chrzciciela w Kluczewie, dekanatu Połczyn-Zdrój, diecezji koszalińsko-kołobrzeskiej, metropolii szczecińsko-kamieńskiej
- cmentarz ewangelicki pochodzący z XIX wieku
- cmentarz ewangelicki przykościelny z XVIII wieku